# Nintendo Power
Nintendo Power è stata una rivista statunitense mensile sul mondo dei videogiochi Nintendo, prima pubblicata direttamente dalla stessa Nintendo (in particolare da Nintendo of America) e successivamente dalla Future US, la sussidiaria statunitense dell'editore britannico Future, attiva dal 1988 al 2012.

## Storia
Il primo numero venne pubblicato a luglio/agosto del 1988 in occasione dell'uscita di Super Mario Bros. 2. È stata una delle riviste di videogiochi più longeve negli Stati Uniti e in Canada, dove rappresenta la rivista ufficiale della Nintendo.
A partire dal numero 222 (dicembre 2007), la casa nipponica ha concesso in licenza i diritti di pubblicazione alla Future US, la filiale americana della casa editrice britannica Future plc.
Il 21 agosto 2012, Nintendo annunciò che non avrebbe rinnovato l'accordo per la licenza alla Future Publishing e la rivista terminò le sue pubblicazioni nel dicembre 2012, dopo ben 24 anni. Nel loro ultimo numero, lo staff della rivista stilò una classifica dei 285 migliori videogiochi di tutti i tempi; The Legend of Zelda: Ocarina of Time raggiunse la prima posizione, seguito da The Legend of Zelda: A Link to the Past, Super Mario Galaxy, Final Fantasy VI e Super Mario World.